# Cine de samuráis

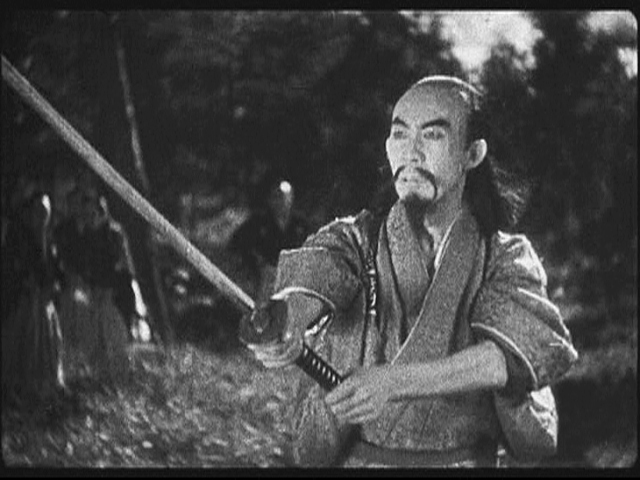
Una fotografía fija del cine samurái

Desde que el cine se popularizó, un tema recurrente en Japón fue el de los samuráis. Si bien en sus comienzos el tema se abordaba de una forma más dramática, después de la Segunda Guerra Mundial se transformaron en películas de acción con personajes más oscuros y violentos, donde los directores se enfocaron en presentar guerreros cicatrizados psicológica o físicamente. Akira Kurosawa, uno de los directores japoneses más famosos, estilizó y exageró la muerte y la violencia en las películas «épicas samurái». Los samuráis que representaba en sus obras eran figuras solitarias, más preocupados en ocultar sus habilidades que hacer alarde de ellas.
En Japón, el término chanbara (チャンバラ?), conocido popularmente como "chambara" (contracción de “chanchan”; onomatopeya del sonido de dos espadas al chocar, y "barabara"; la de la carne al ser despedazada), es el nombre específico con el que se conoce a este género, que es el equivalente al cine de capa y espada occidental. En realidad, el chanbara es un subgénero dentro del jidaigeki o drama de época japonés. El término jidaigeki hace referencia al cine que narra una historia que sucede en un periodo histórico, mientras que chambara se utiliza para definir exclusivamente al cine de acción con samuráis.
En cuanto a la historia, este género suele estar ambientado en el Periodo Edo (1600-1868) y los temas suelen ser: el final del estilo de vida como samurái, ya que en la mayoría de los films el personaje principal es un rōnin (samurái sin amo), o las dificultades del samurái para cambiar de estatus en una sociedad en continua transformación.
Las películas de samuráis empezaron a entrar en decadencia a partir de la década de 1970. La repetición de ciertas películas en televisión, el envejecimiento de las grandes estrellas y la disminución de la producción en la industria cinematográfica japonesa pusieron fin la originalidad y belleza que alcanzó el género con las primeras películas. A pesar de ello, en la actualidad se ha rodado un buen número de películas.

## Historia

### Los orígenes delchanbara
En Japón, al igual que en occidente, el teatro sentó los precedentes del cine mudo. Los orígenes del chambara se encuentran en el teatro "shinkoku-geki" (nuevo drama nacional), en el que los actores no se dedicaban a hacer poses como en el "kabuki" (teatro tradicional) sino a representar verdaderas peleas cargadas de acción, mucho movimiento físico y cierto realismo, por ejemplo, con la utilización de sangre falsa. Autores como Shōjirō Sawada proporcionaron al teatro unos combates entre espadachines más acompasados y realistas que los que hasta entonces habían aparecido, volviéndose rápidamente muy populares entre el público.
Las primeras cintas de luchas con espadas surgieron en los años 20. Generalmente había un único combate y el público esperaba con impaciencia el enfrentamiento entre los antagonistas en lo que se denominaba el "Dai-Ketto" (El Gran Duelo). A principios de esta década sería el realizador Kanamori Bansho el que revolucionaría el género, inspirado en el cine americano y las obras de Sawada, confirió a los combates un enorme dinamismo usando magistralmente el movimiento de cámara y el montaje. Esta técnica también sería usada por otros directores contemporáneos como Buntaro Futagawa, del que cabría destacar la cinta Orochi (1925), protagonizada por Tsumasaburo Bando.
Directores como Daisuke Ito con A Diary of Chuji’s Travels (1927) o Masahiro Makino con Takadanobaba Duel (1937) y actores como el nombrado Tsumasaburo Bando o Denjiro Okochi, del que podríamos destacar sus interpretaciones como el héroe "Tange Sazen" a principios de los 30, ayudaron al encumbramiento del género. Otros directores de la talla de Tomu Uchida, Hiroshi Inagaki o Shozo Makino (considerado el padre del cine japonés) también realizarían muchos y buenos chambaras.
Con el estallido de la Segunda Guerra Mundial en 1935 todo cambiaría en Japón. La censura llegaría al cine y las historias dramáticas y los decadentes ronins desaparecen de escena para dejar paso a los héroes salvadores, modelos a seguir en estos tiempos difíciles.
Las aventuras noveladas de Miyamoto Musashi, por Eiji Yoshikawa, aparecieron en el diario Asahi Shimbun entre 1935 y 1939. En 1940 se produciría la primera adaptación al cine de la obra de Yoshikawa de la mano de Hiroshi Inagaki, protagonizada por el conocido Chiezo Kataoka. Cuatro años más tarde Kenji Mizoguchi realizaría su versión, esta vez protagonizada por Chojuro Kawarasa.

### La época dorada
Al final de la guerra y durante la ocupación americana todas las películas de época fueron prohibidas ya que, según los censores americanos, favorecían valores feudalistas inadecuados tales como lealtad a un señor, la venganza o el suicidio. En 1952 se produjo la retirada americana y la industria se reactivó, resurgiendo el chambara con más fuerza que nunca en una época dorada que llegaría hasta los años 70. Para muchos el despegue del género se produjo con la tremenda epopeya de Los siete samuráis (1954) de Akira Kurosawa.
Los realizadores que estaban en la palestra antes de la guerra volvieron a producir, así tenemos la realización de remakes de antiguas películas como Chushingura (Hiroshi Inagaki, 1962) o Tange Sazen (1953, Masahiro Makino), protagonizada de nuevo por Denjiro Okochi. También se produce el regreso del mítico Miyamoto Musashi en cintas como la trilogía de Hiroshi Inagaki (1954-1955), protagonizada por Toshiro Mifune, o la serie de 5 películas de Tomu Uchida (1961-1965), protagonizadas por Kinnosuke Nakamura. La primera película de la trilogía de Inagaki produjo un notable impacto en Occidente, llegando a ganar el Oscar a mejor película extranjera.
Muchos nombres, tanto de actores como de directores, se pueden destacar en estas décadas de excelencia del chambara. Actores como Raizo Ichikawa (protagonista de las series Kyoshiro Nemuri, 1962-1969), Kinnosuke Yorozuya, Chiezo Kataoka, Kazuo Hasegawa, Toshiro Mifune o Tatsuya Nakadai y directores como Kihachi Okamoto (Samurai Assassin (1965), Sword of Doom (1966) o Kill (1968)), Hideo Goza (Three Outlaw Samurai (1964), Goyokin (1969) o Tenchu (1969) y Masaki Kobayashi (Seppuku, (1962) o Samurai Rebellion (1967)) destacaron dentro del género. Aunque quizás el más conocido en Occidente fue el emblemático Akira Kurosawa, quien con obras como La fortaleza escondida (1958), Yojimbo (1961) o Sanjuro (1962) proporcionó momentos memorables para la historia del cine, como el mítico duelo entre Toshiro Mifune y Tatsuya Nakadai al final de Sanjuro.
También cabe mencionar a dos personajes destacados dentro de éstas películas. El primero de ellos es Itto Ogami, encarnado por Tomisaburo Wakayama en la saga de 6 cintas de Lone Wolf and Cub (1972-1974) y basado en un prolífico manga de Koike Kazuo y Koseki Kojima. El segundo es el famoso masajista y espadachín ciego Zatoichi, quien fue interpretado con mayor éxito por Shintaro Katsu en unas 25 películas entre 1962 y 1973 y una vigésimo sexta en 1989, además de una serie de televisión.
Hacia mediados de los 70 el chambara dejó de interesar al público tan intensamente como antes, y el declive general de la industria cinematográfica nipona hizo que la producción decayera. En su desarrollo fue volviéndose menos ingenuo e idealista para revitalizar su origen de acción violento con personajes más ambiguos, críticos, solitarios y nihilistas.

### Resurgimiento
En los últimos años se ha visto un resurgir, si bien esporádico y bastante contenido, del género chambara. Directores como Hiroyuki Nakano (Samurai Fiction, 1998, y Red Shadow, 2001), Ryuhei Kitamura (con sus intentos de mezclar el estilo samurái con la imaginería futurista y fantástica) o Shinsuke Sato (The Princess Blade, 2001, una revisión del clásico Lady Snowblood (1973)) han aportado nuevas imágenes. Aunque quizás el éxito más destacable sea la nueva versión de Zatoichi (2003) dirigida por Takeshi Kitano, en la que se da una visión muy particular del espadachín ciego.
Sin duda, el medio en el que el concepto ha estado más presente en estos últimos tiempos es en el mundo del manga y el anime. Desde el ya mencionado manga clásico El lobo solitario y su cachorro hasta el moderno Rurouni Kenshin el modo de concebir la figura del samurái ha variado mucho. Series como Samurai 7; una peculiar revisión en clave futurista de Los siete samuráis de Kurosawa, y Afro Samurai o Samurai Champloo; en las que están presentes los combates entre samuráis a ritmo de rap, constituyen el chambara más actual.

## Influencia en el cine occidental
Un gran número de wésterns cuentan historias de samuráis en un contexto occidental. Las películas Por un puñado de dólares de Sergio Leone y Last Man Standing de Walter Hill son remakes de Yojimbo. El personaje "el hombre sin nombre", protagonizado por Clint Eastwood, está inspirado en cierta medida el ronin errante que Mifune interpretó en numerosas películas. Los siete samuráis ha vuelto a ser rodada en el contexto del western y el cine de ciencia ficción en cintas como Los siete magníficos y Battle Beyond the Stars, respectivamente. Otra de las películas de Kurosawa, La fortaleza escondida, sirvió como inspiración para una parte de la trama de Star Wars de George Lucas así como de los personajes de C-3PO y R2-D2.
Algunas de las películas actuales influenciadas por este género son Red Sun (1971) con Charles Bronson y Toshirō Mifune, Ronin de David Mamet's (con Jean Reno y Robert De Niro), Six-String Samurai (1998) y Ghost Dog: The Way of the Samurai (1999). El personaje de Zatoichi también ha sido reinventado para películas estadounidenses como Blind Fury de 1989, en la que Rutger Hauer interpreta a un ex soldado invidente, especialista en lucha cuerpo a cuerpo y con cuchillos. 
Finalmente, cabe mencionar la película El último samurái, protagonizada por Tom Cruise, la cual está inspirada en la Rebelión Satsuma de Saigō Takamori y la historia de Jules Brunet, un capitán francés que peleó al lado de Enomoto Takeaki durante la Guerra Boshin.

## Lista de películas notables
| Título                                                                      | Director           | Fecha de estreno                       | Comentarios |
| --------------------------------------------------------------------------- | ------------------ | -------------------------------------- | --- |
| Los cuarenta y siete samuráis o Los leales 47 Ronin                         | Kenji Mizoguchi    | 1941                                   | |
| Jakoman and Tetsu                                                           | Senkichi Taniguchi | 1949-07-11                             | |
| Rashomon                                                                    | Akira Kurosawa     | 1950-08-25                             | |
| Conclusion of Kojiro Sasaki-Duel at Ganryu Island                           | Hiroshi Inagaki    | 1951-10-26                             | La primera película en la que Toshiro Mifune interpreta a Musashi Miyamoto. |
| Vendetta for a Samurai                                                      | Kazuo Mori         | 1952-01-03                             | |
| Los siete samuráis                                                          | Akira Kurosawa     | 1954-04-26                             | - 1954: Venecia: León de Plata (mejor director). Nominada al Leon de Oro (mejor película) - 1956: BAFTA: 3 nominaciones, incluyendo mejor película extranjera y actor (Toshirô Mifune) - 1957: Oscar: 2 nominaciones: dirección artística (B&N), diseño de vestuario (B&N) |
| Trilogía samurái - Samurái - Samurái 2 - Samurái 3: Duelo en la isla Ganryu | Hiroshi Inagaki    | - 1954-09-26 - 1955-07-12 - 1956-01-01 | |
| Trono de sangre                                                             | Akira Kurosawa     | 1957-01-15                             | Una versión japonesa de Macbeth. |
| La fortaleza escondida                                                      | Akira Kurosawa     | 1958-12-28                             | |
| Samurai Saga                                                                | Hiroshi Inagaki    | 1959-04-28                             | |
| The Gambling Samurai                                                        | Senkichi Taniguchi | 1960-03-29                             | |
| Yojimbo o Mercenario                                                        | Akira Kurosawa     | 1961-04-25                             | |
| Tsubaki Sanjuro o Sanjuro                                                   | Akira Kurosawa     | 1962-01-01                             | Secuela de Yojimbo |
| Harakiri                                                                    | Masaki Kobayashi   | 1962-09-16                             | Cannes: Premio Especial del Jurado (ex-aqueo con "Az prijde kocour"). |
| Chushingura                                                                 | Hiroshi Inagaki    | 1962-11-03                             | |
| Three Outlaw Samurai                                                        | Hideo Gosha        | 1964                                   | |
| Samurai Assassin o Samurái                                                  | Kihachi Okamoto    | 1965                                   | |
| Sugata Sanshiro                                                             | Seiichiro Uchikiro | 1965                                   | Un remake de las películas La Leyenda del gran Judo y La nueva leyenda del gran Judo de Akira Kurosawa. |
| La espada del mal                                                           | Kihachi Okamoto    | 1966                                   | |
| The Adventure of Kigan Castle                                               | Senkichi Taniguchi | 1966                                   | |
| Samurai Rebellion                                                           | Masaki Kobayashi   | 1967                                   | 1957: Festival de Venecia: Premio FIPRESCI |
| Samurai Banners                                                             | Hiroshi Inagaki    | 1969                                   | |
| Red Lion                                                                    | Kihachi Okamoto    | 1969                                   | |
| Band of Assassins                                                           | Tadashi Sawashima  | 1969                                   | |
| Goyokin                                                                     | Hideo Gosha        | 1969                                   | |
| Hitokiri (Tenchu)                                                           | Hideo Gosha        | 1969                                   | |
| Watch Out Crimson Bat                                                       | Hirokazu Ichimura  | 1969                                   | |
| Mission: Iron Castle                                                        | Kazuo Mori         | 1970                                   | |
| Zatoichi Meets Yojimbo                                                      | Kihachi Okamoto    | 1970                                   | |
| The Ambitious                                                               | Daisuke Itō        | 1970                                   | |
| Incident at Blood Pass                                                      | Hiroshi Inagaki    | 1970                                   | |
| Intrigue of the Yagyu Clan                                                  | Kinji Fukasaku     | 1977                                   | |
| Kagemusha                                                                   | Akira Kurosawa     | 1980                                   | |
| Legend of the Eight Samurai                                                 | Kinji Fukasaku     | 1984                                   | |
| Ran                                                                         | Akira Kurosawa     | 1985                                   | Adaptación japonesa de "El rey Lear". 1985: 1 Oscar: mejor vestuario; otros 25 premios y 15 nominaciones. |
| Zatoichi: Darkness Is His Ally o Zatôichi 26                                | Shintaro Katsu     | 1989-02-04                             | Dirigida, escrita y protagonizada por Shintaro Katsu. |
| El cielo y la tierra o Kagetora el Guerrero                                 | Haruki Kadokawa    | 1990                                   | |
| Ninja Scroll                                                                | Yoshiaki Kawajiri  | 1993                                   | |
| Kozure Ōkami: Sono Chiisaki Te ni                                           | Akira Inoue        | 1993                                   | |
| Rurouni Kenshin: Tsuiokuhen                                                 | Kazuhiro Furuhashi | 1999                                   | Precuela del anime Rurouni Kenshin. |
| El ocaso del samurái                                                        | Yôji Yamada        | 2002-11-02                             | 2003: Oscar: Nominada a la mejor película de habla no inglesa |
| La espada del samurái                                                       | Yōjirō Takita      | 2003-01-18                             | |
| Zatoichi                                                                    | Takeshi Kitano     | 2003-09-02                             | - 2003: Venecia: León de Plata: Mejor Director - 2003: Toronto: Premio del Público |
| El último samurái                                                           | Edward Zwick       | 2003-11-22                             | |
| La espada oculta                                                            | Yôji Yamada        | 2004-10-30                             | |
| Love and Honor                                                              | Yôji Yamada        | 2006-12-01                             | |
| 13 asesinos                                                                 | Takashi Miike      | 2011-08-12                             | |
| 47 Ronin                                                                    | Carl Rinsch        | 2013-12-25                             | |

## Actores
- Ken Watanabe
- Toshiro Mifune
- Beat Takeshi
- Shintaro Katsu
- Nakadai Tatsuya
- Hiroyuki Sanada

## Directores
- Akira Kurosawa
- Hideo Gosha
- Hiroshi Inagaki
- Masaki Kobayashi
- Kihachi Okamoto
- Kaneto Shindo
- Masahiro Shinoda